# Rujder Vivien
Rujder Vivien (Mosonmagyaróvár, 1993. december 26. –) Junior Prima-díjas magyar színésznő.

## Élete
Szülővárosában a Kossuth Lajos Gimnáziumban érettségizett. 2012–2017 között a Színház- és Filmművészeti Egyetem hallgatója volt, Máté Gábor és Dömötör András osztályában. Szakmai gyakorlatát a Katona József Színházban töltötte, melynek 2017-től tagja. Párja Béres Bence színész.

## Színházi szerepeiből
- Grimm fivérek: A brémai muzsikusok – Bárány
- Shakespeare: Minden jó, ha vége jó – Diána
- Günter Grass: Bádogdob
- Puskin: Borisz Godunov – Marina
- Szigligeti Ede: Liliomfi – Erzsi
- Lucy Kirkwood: A munkavégzés során nem biztonságos – Charlotte

- Bognár: Minden kombi cirkó, de nem minden cirkó bojler – Nikolett
- Térey-Dömötör-Bíró: Káli holtak
- Tarnóczi: Isten, haza, család
- Csehov: Cseresznyéskert – Ánya

- Moliére: A nők iskolája – Ágnes
- Puskin: Borisz Godunov – Marina
- Szuhovo-Kobilin: Az ügy – Lidocska;
- Alfred Döblin: Berlin, Alexanderplatz – Minna/Franzie
- Fassbinder: Petra von Kant – Gabriele von Kant
- Grass: Bádogdob; Kirkwood: Munkavégzés során nem biztonságos – Charlotte
- Shakespeare: Othello – Desdemona
- Monteverdi: Poppea megkoronázása – Drusilla
- Tadeusz Slobodzianek: A mi osztályunk – Dora
- Fejes-Tasnádi: Rozsdatemető 2.0 – Hajnalka
- Katona: Bánk bán – Bendeleiben Izidóra, thüringiai leány (német)

## Film és TV-s szerepei
- Ketten Párizs ellen (2015) ...Bihari Nelli
- Tóth János (2017–2019) ...Szilvi
- Testről és lélekről (2017) ...Eladónő
- #Sohavégetnemérős (2017) ...Ivana
- 1945 (2017) ...Ilonka
- Korhatáros szerelem (2017–2018) ...Betti
- Aranyélet (2018) ...Dzsennifer
- Drága örökösök (2019–2020) ...Tomcsics Tamara
- Apró mesék (2019) ...Pincérnő
- Apatigris (2020–2023) ...Labancz Vivien
- Mellékhatás (2020) ...Yvonne
- Istenke bicskája (2020) ...fiatal Fischer Mária
- A feleségem története (2021) ...Bunny
- Nagykarácsony (2021) ...Zsófi
- A Nagy Fehér Főnök (2022–2023) ...Csikós Brigitta
- Átjáróház (2022) ...Ági
- Véletlenül írtam egy könyvet (2025) ...Detti
- Hunyadi (2025) ... Szilágyi Erzsébet

## Díjai, elismerései
- Junior Prima díj (2021)[7]
- Soós Imre-díj (2023)[8]